# Tineretului
Tineretului – stacja metra w Bukareszcie, na linii M2. Stacja została otwarta w 1986.